# Semana Santa en Sahagún
La Semana Santa en Sahagún es una fiesta declarada de Interés Turístico Regional y Nacional. A lo largo de la misma, la Cofrafía de Jesús Nazareno y Patrocinio de San José y la Hermandad penitencial de la Santa Vera Cruz recorren las calles de la villa del domingo de Ramos al domingo de Resurrección. Cumple con las características propias de la Semana Santa de Tierra de Campos, con una rica imagenieria barroca castellana, siendo una de más importantes muestras de la provincia leonesa. La Semana Santa mantiene diversas tradiciones y costumbres, fruto de la rica historia de esta villa. En los últimos años, goza de gran popularidad.

## Cofradías
La Semana Santa de Sahagún la forman dos cofradías

### Cofradía de Nuestro Padre Jesús Nazareno y Patrocinio de San José
Esta cofradía data su fecha de fundación en 1586, año en que esta fechado el documento más antiguo del que se tiene constancia, pero muy probablemente los orígenes de la misma se encuentren en la Baja Edad Media, siendo en sus principios de carácter asistencial y gremial.
Desde sus principios, la misma es mixta, es decir, pueden pertenecer hombres y mujeres, con igualdad de derechos y obligaciones, siendo así, una de las primeras de este carácter en el norte de España, donde las cofradías penitenciales solían estar integradas únicamente por varones.
este hecho es reconocido en una bula Papal entregada por el papa Inocencio X EN 1652.
El hábito de la misma es negro, con tablas y capirote, alto o bajo dependiendo de la procesión. También lleva fajín y cíngulo negro, y un rosario.
Tiene su sede en la Iglesia de San Lorenzo, poseyendo una capilla anexa e independiente, la Capilla de Jesús.
Es la organizadora de todos los actos, siendo tradicionalmente su día el Viernes Santo.

### Hermandad de la Santa Vera Cruz
Los documentos más antiguos conservados de esta hermandad se encuentran en el siglo XVI, si bien el origen se hallaría en el siglo XV como cofradía penitencial, siendo así una de las más antiguas de este tipo en Sahagún.
Tenían su sede en una casa-ermita cercana a la iglesia de San Tirso, que tras su desaparición se traslada a la propia iglesia. De allí salía su procesión de disciplina, datada anterior a 1600, y siendo de las primeras recogidas en la villa.
Esta Hermandad sufrió diversos avatares a lo largo de la historia, llegando a su práctica desaparición a finales del siglo XX, cuando es fusionada en la Cofradía de Jesús Nazareno pasando a ser una sección de la misma respetando su hábito, cargos y procesiones tradicionales. Popularmente a esta Hermandad también se la conoce como La Minerva debido a la de su mismo nombre en León.
El hábito es Morado, de tablas y capirote siempre alto, con cíngulo dorado, rosario y guantes blancos.
Su día tradicional es el Jueves Santo.

## Procesiones y Actos

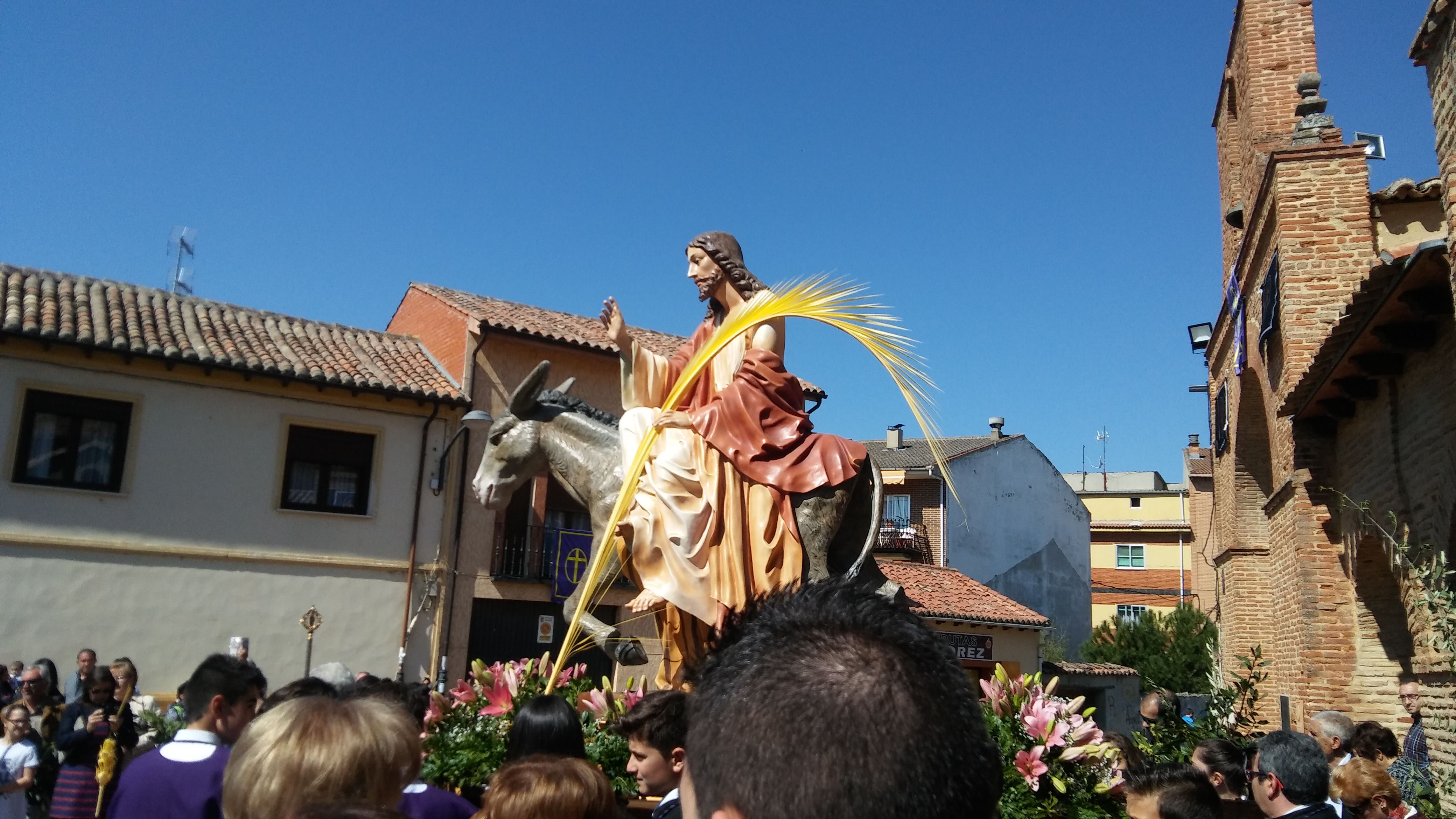
Procesión de las Palmas

### Sábado de Pregón
Se conoce así al sábado anterior al conocido domingo de Tortillero. A las 20.00 se celebra en el Auditorio municipal-Iglesia de la Trinidad el pregón que sirve de anuncio para la Semana Santa. El Pregón es dado cada año por distintas personalidades. El acto concluye con un concierto de la banda de Música de Sahagún.

### Domingo Tortillero
La Semana Santa de Sahagún, declarada de Interés Turístico Regional, comienza con la subasta de los pasos el domingo anterior al Domingo de Ramos, conocido como Domingo tortillero, por la romería que se celebra este día en que se sale al campo a comer tortilla.
La subasta de los pasos es uno de los actos más peculiares de la Semana Santa de Sahagún, en la cual, a las 5 de la tarde en la Capilla de Jesús, se subastan los pasos y enseres de la procesión del Santo Entierro. El mejor postor se adjudica el paso, siendo los principales -y por tanto los más caros- La Virgen de la Soledad y El Cristo de la Urna. Tras ella, se realiza un Certamen Nacional de Música Procesional en el Auditorio La Trinidad.

### Domingo de Ramos

#### Procesión de las Palmas

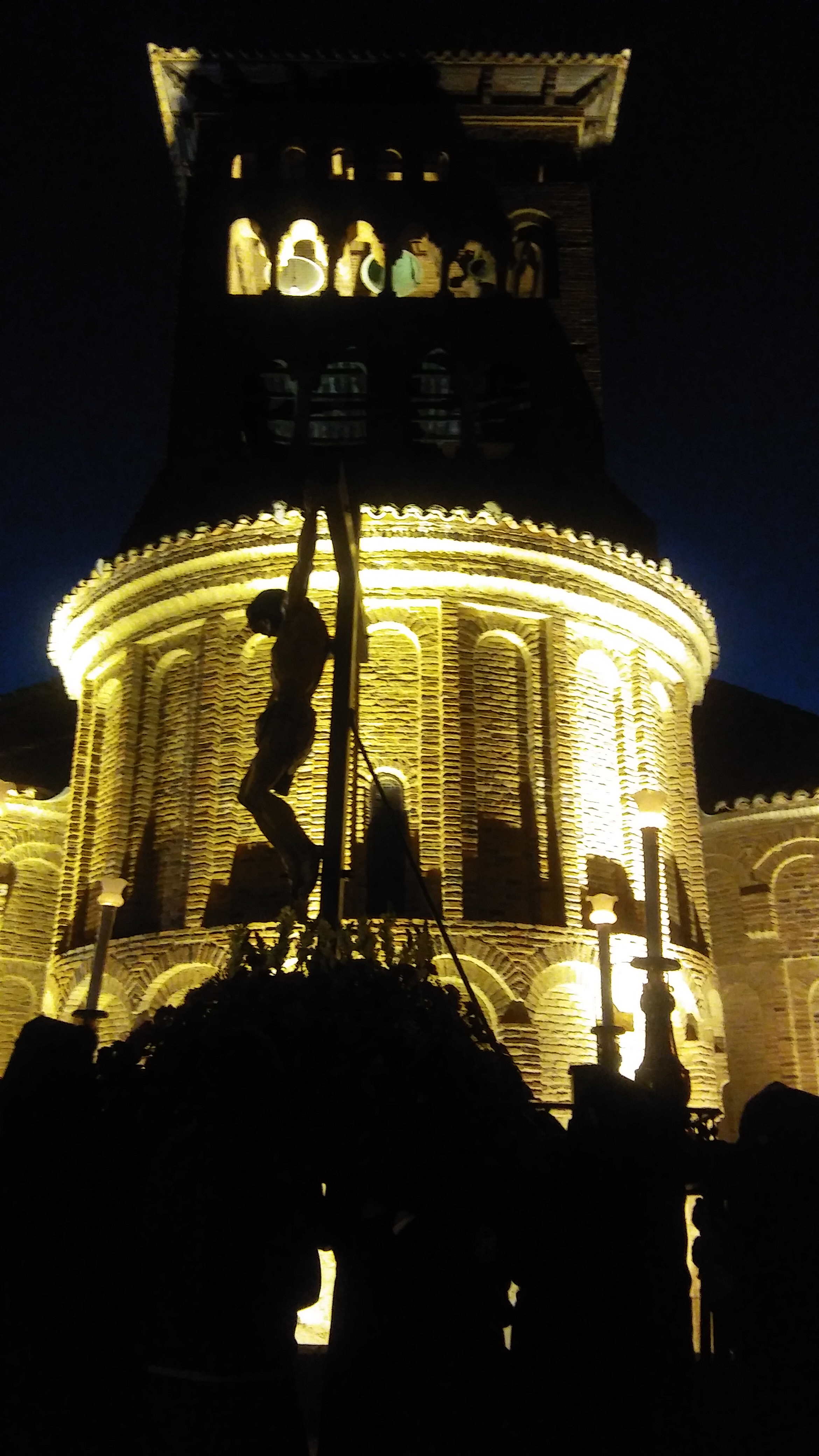
Vía crucis en Sahagún

El Domingo de Ramos, se realiza la bendición en la Iglesia de San Lorenzo, y a continuación se desarrolla la procesión de Palmas por las principales calles de la villa participando en dicha procesión multitud de niños con sus ramos a lo largo de todo el recorrido.
| Nombre del Paso             | Autoría       | Siglo | Características                               |
| --------------------------- | ------------- | ----- | --------------------------------------------- |
| Jesús entrando en Jerusalén | Talleres Olot | XX    | Es llevada por los más jóvenes de la cofradía |

### Miércoles Santo

#### Vía crucis Procesional
El Miércoles Santo por la tarde, tras una eucaristía, se realiza un solemne besapiés a la imagen de Jesús Nazareno "El Pobre", (obra del escultor Manuel Galiano realizada en la primera mitad del siglo XX). Al terminar, desde las MM.Benedictinas sale una procesión silenciosa, solo rota por carracas y trompa y bombo, que recorre el casco histórico con la imagen del Cristo de los entierros, (del siglo XVI, de la escuela de Juan de Juni.), en la que se reza el vía crucis.
| Nombre del Paso         | Autoría                  | Siglo | Características            |
| ----------------------- | ------------------------ | ----- | -------------------------- |
| Cristo de los entierros | Juan de Juni (o escuela) | XVI   | Talla de nogal policromada |

### Jueves Santo

#### Procesión La Oración en el Huerto
El día de Jueves Santo por la tarde, la Hermandad Penitencial de la Santa Vera Cruz sale en procesión desde la Iglesia de S. Lorenzo hasta la Iglesia de San Tirso. A mitad del recorrido, en la plaza mayor, la banda de música interpreta la marcha Virgen de las Amarguras y N.P. Jesús Nazareno. Al finalizar la procesión en la Plaza de San Tirso, se realiza el acto de la despedida en el que los pasos de la Oración en el huerto y La soledad mueven los brazos.

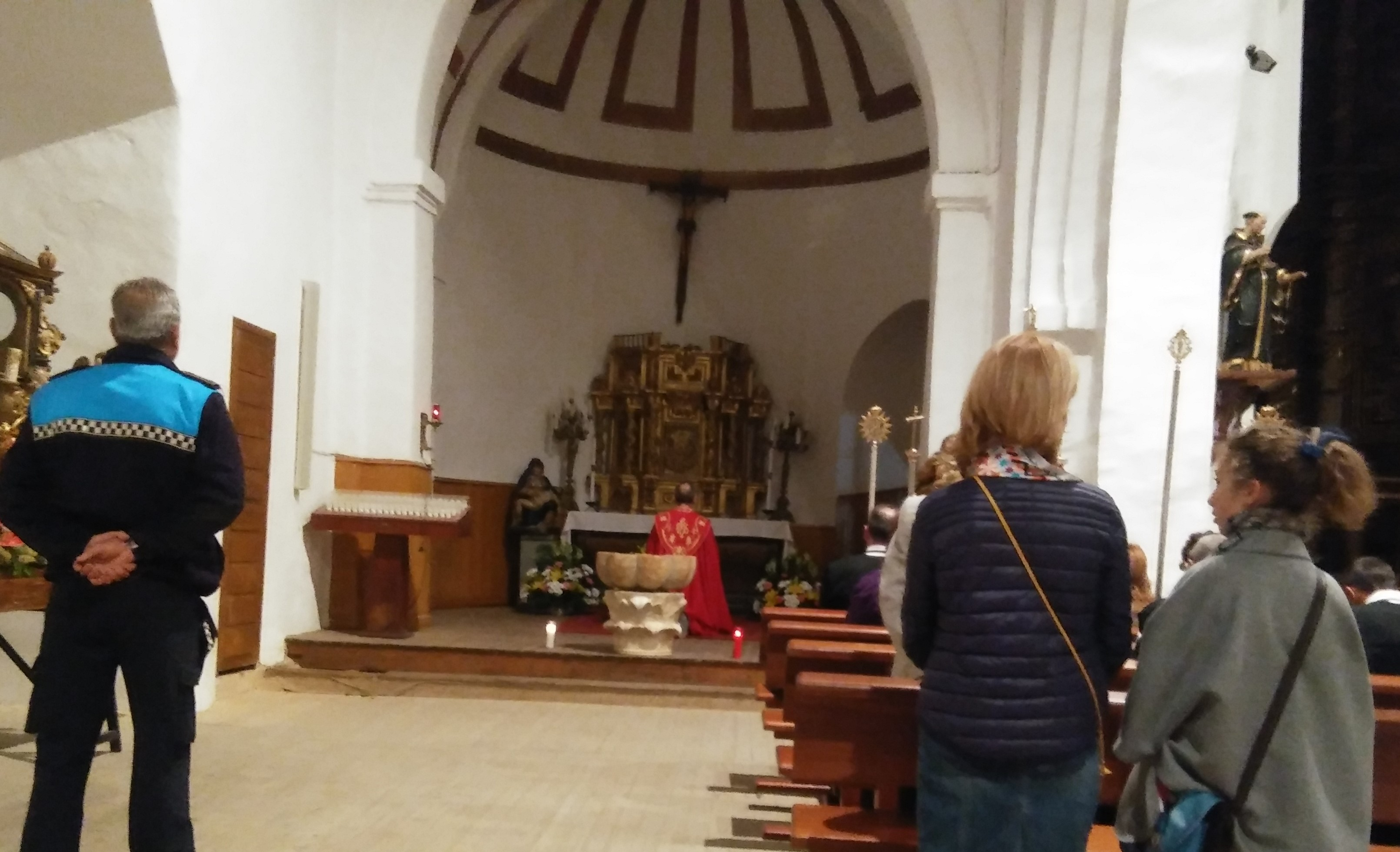
Depósito de varas de mando municipales ante el Monumento de San Lorenzo

| Nombre del paso                | Autoría         | Siglo   | Características                                     |
| ------------------------------ | --------------- | ------- | --------------------------------------------------- |
| Oración en el Huerto           | Esc. Castellana | XVII    | Talla de vestir y articulada acompañada de un ángel |
| Ecce Homo                      | Anónima         | XIII-XV | Talla policromada                                   |
| Jesús con la cruz a cuestas    | Manuel Galiano  | XX      | Talla de vestir, conocida como Jesús el Pobre       |
| Virgen de las Amarguras        | Manuel Galiano  | XX      | Talla de Vestir                                     |
| Virgen de la Soledad vera cruz | Esc. Castellana | XVII    | Talla de Vestir y articulada                        |

#### La Ronda
Tras finalizar la procesión se realiza una Ronda Eucarística en la que las autoridades Civiles y Religiosas recorren los distintos Monumentos Sacramentales, acabando en el Santísimo de San Lorenzo, ante el que se depositan los bastones de Mando. Acto seguido se desplazan hasta la capilla de Jesús Nazareno, donde los miembros de la cofradía esperan con cirios encendidos, y ante dicha imagen se realizan diversas oraciones. Después, en a las puertas de la Capilla de Jesús se ofrece puerro, escabeche y orujo.

#### Hora Nona
Tradicionalmente, los actos litúrgicos y procesionales del Jueves Santo eran organizados por la Hermandad de la Vera Cruz y por el contrario, los del Viernes Santo por la Cofradía de Jesús Nazareno. A las 12 de la noche, desde las torres de San Tirso y de San Lorenzo (sedes de las distintas cofradías), se realiza la Hora Nona, que consiste en tocar 12 campanadas, intercaladas con el sonido de la Trompa, instrumento tradicional de estos días en Sahagún, dando comienzo al Viernes Santo, anunciando la muerte de cristo y también, el relevo entre la hermandad y la cofradía.

#### Ronda Poética
A las 00.15, organizado por la asociación Fernando de Castro, recorre las calles de la ciudad una ronda poética, parando a las puertas de las diversas iglesias donde se recitan distintos poemas alegóricos a la pasión y Sahagún. Los participantes acuden haciendo sonar carracas y matracas y vestidos con Capa española y farolillo.

### Viernes Santo

#### Procesión de los Pasos

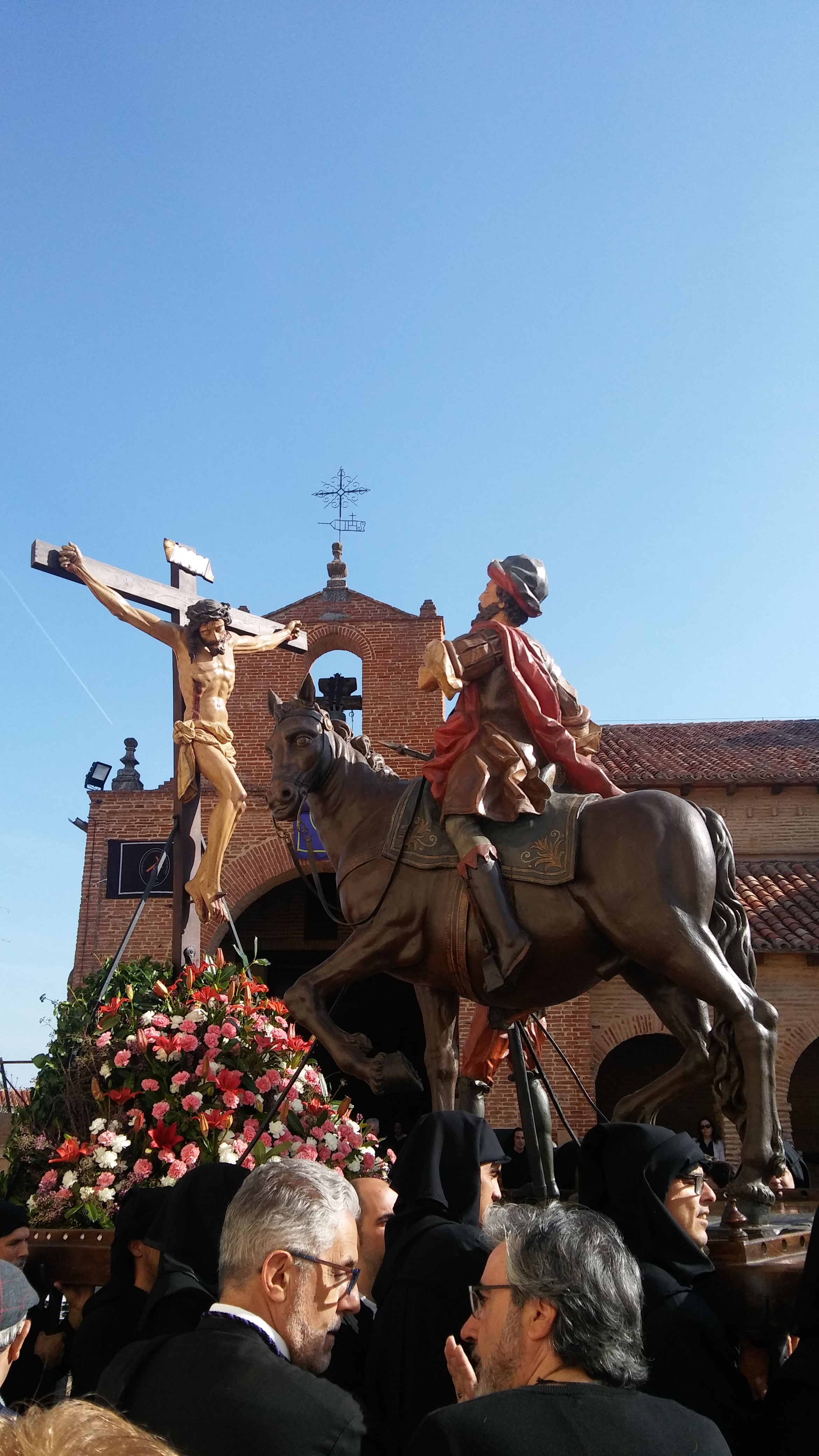
La crucifixión o El Caballo de Longinos

El Viernes Santo, a las 10 de la mañana, tras una meditación de la pasión ante el monumento de San Lorenzo, tiene lugar el acto conocido como La Isa, consistente en la apertura de las puertas de la capilla cogiendo en volandas a quien se encuentre en las inmediaciones, tradicionalmente forasteros, y empujando la puerta con sus pies. A continuación comienza la Procesión de los Pasos (conocida por la de Los Judíos o de la burla) que es la más popular de todas; en ella se sacan en procesión los pasos de mayor tamaño, peso y valor. Antaño, cada uno de estos pasos era portado por un gremio diferente; así, El de la Trompa era portado por los hortelanos, El Majito Barreno lo portaban los carpinteros, Las tres Marías las portan los quintos, El Caballo de Longinos -el más pesado de todos- lo llevaban los pescadores y El Descendimiento los pastores. El paso de Jesús Nazareno, titular de la cofradía, a su paso por la iglesia de San Juan de Sahagún, entra y realiza Las Posas que consiste en reclinarse tres veces ante la imagen del santo, patrón de la villa.
Al finalizar la procesión se ofrece pan mojado en orujo a todos los asistentes.
| Nombre del paso                          | Estilo          | Siglo | Características                                     |
| ---------------------------------------- | --------------- | ----- | --------------------------------------------------- |
| Jesús Nazareno y el Cirineo El Rico      | Esc. Castellana | XVII  | Talla de vestir, titular de la cofradía             |
| Jesús en el Golgota Majito Barreno       | Esc. Castellana | XVII  | Talla completa policromada                          |
| María con San Juan Las tres Marías       | Esc. Castellana | XVII  | Tallas de vestir pujadas por los Quintos.           |
| Jesús Crucificado El Caballo de Longinos | Esc. Castellana | XVII  | Característico por el caballo tallado a tamaño real |
| El Descendimiento                        | Esc. Castellana | XVII  | Paso con el mayor número de figuras                 |

#### Procesión del Santo Entierro

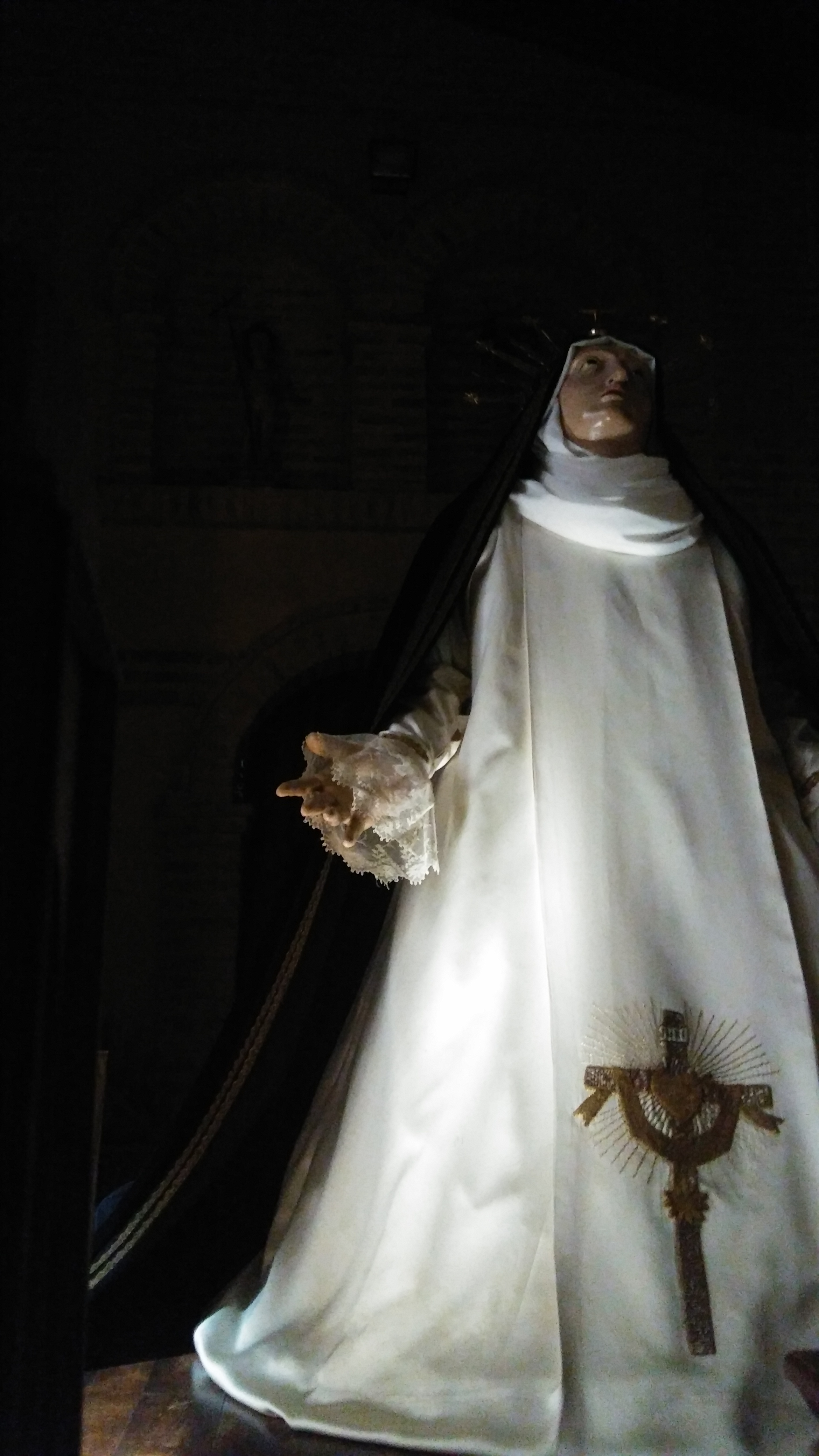
Virgen de la Soledad

El mismo día por la tarde, al finalizar los oficios, y tras realizar la función del desenclavo, en la que se baja de una cruz en el interior de Iglesia de San Lorenzo (Sahagún) una imagen de cristo y que posteriormente se introduce en la urna, se desarrolla la procesión del Santo Entierro, una de las más solemnes y de mayor devoción y es habitual acompañarla con velas encendidas. Es reseñable el silencio con el que transcurre la procesión. En la misma es habitual encontrar a personas ofrecidas tras los pasos. A mitad del recorrido, en la plaza mayor la banda de Música interpreta las marchas Cristo de la Urna y La Virgen de la Soledad cantadas por una soprano y un tenor desde un balcón del ayuntamiento.
| Nombre del Paso               | Estilo                   | Siglo | Características                                                                                         |
| ----------------------------- | ------------------------ | ----- | --- |
| Santo Cristo de los Entierros | Juan de Juni (o escuela) | XVI   | Talla de Madera Policromada de Nogal (Por derecho de subasta)                                           |
| Santo Sepulcro La Urna        | Esc. Castellana          | XVII  | Madera Policromada, reconocida como una de las más espectaculares de su estilo (Por derecho de subasta) |
| Ns. de la Soledad             | Esc. Castellana          | XVII  | Talla de vestir, vestida a la usanza tradicional de Sahagún (Por derecho de subasta)                    |

### Domingo de Resurrección

#### Procesión del Encuentro
Los actos de Semana Santa concluyen el Domingo de Resurrección, con la Procesión del Encuentro. En ella, la Virgen y el Nazareno salen de la iglesia de S.Lorenzo. Ambas se juntan en la Plaza Mayor, y Jesús se reclina ante su Madre. Posteriormente a esta se le cambia el manto por otro de color más claro. Finalmente ambos se dirigen hacia la Iglesia de S. Tirso.
| Nombre del Paso         | Autoría        | Siglo | Características                                        |
| ----------------------- | -------------- | ----- | ------------------------------------------------------ |
| Jesús Resucitado        | Manuel Galiano | XX    | Talla del Jueves Santo ataviada con vestiduras blancas |
| Virgen de las Amarguras | Manuel Galiano | XX    | Se la reviste con un rico manto bordado                |

### Pastorbono
Tres semanas después tiene lugar la Romería de Pastor Bono (Buen Pastor) y Patrocinio de San José, dedicada a los pastores; Los Pastores de Joarilla de las Matas, escenificarán el tradicional Baile de las Cachas, un legado folclórico de excepción. Posteriormente la Cofradía de Jesús Nazareno ofrece un aperitivo a los asistentes. Por la tarde, en el Plantío se ofrecen dulces y limonada, con música de dulzaina.

## Tradiciones

### Gastronómicas
La Semana Santa de Sahagún, como la de otros lugares de León, tiene una tradición gastronómica muy importante, siendo lo principal:
- Escabeche con puerros
- Higos con pimentón
- Ensalada de aceitunas Negras
- Torrijas
- Bacalao, hecho de muy distintas formas
- Limonada de vino

Es muy habitual que los establecimientos hosteleros realicen sus propias limonadas con muy diversas recetas, e ir catándolas el Jueves Santo y a lo largo de toda la semana por los distintos bares, acto que se conoce popularmente como  Salir a matar Judíos. Se organizan sendos concursos para elegir la mejor del año.

### Lúdicas
- Corros de Chapas

Desde la noche del Miércoles Santo al domingo, y previa autorización civil, se realiza este juego de azar que consiste en lanzar dos monedas y apostar a caras o cruces, en los cuales se juegan muy diversas cantidades de dinero.
Este juego tiene su origen en el reparto de la túnica de cristo en la cruz.